# Helmshausen
Helmshausen ist einer von 16 Stadtteilen der Stadt Felsberg im nordhessischen Schwalm-Eder-Kreis.

## Geographische Lage
Helmshausen liegt etwas südwestlich des Schwalm-Zuflusses Rhünda. Im Dorf kreuzen sich die Landesstraße 3427 und die Kreisstraße 21.

## Geschichte
Die älteste bekannte Erwähnung von Helmshausen erfolgte im Jahr 1123 unter dem Namen „Helmungeshusen“ in einer Urkunde des Klosters Hasungen.
In historischen Dokumenten ist der Ort unter folgenden Ortsnamen belegt (in Klammern das Jahr der Erwähnung): Helmungeshusen (1123), Helmigeshusen (1376), Helungeshusen (1401), Helmesshausen (1555), Helvershausen (1534) und schließlich Helmshausen.
Zum 1. Januar 1974 wurde die Gemeinde Helmshausen im Zuge der Gebietsreform in Hessen kraft Landesgesetz mit den Gemeinden Brunslar Gensungen, Hilgershausen und Rhünda sowie der Stadt Felsberg zur erweiterten Stadt Felsberg zusammengeschlossen. Für Helmshausen wurde, wie für alle eingegliederten ehemals eigenständigen Gemeinden von Felsberg, ein Ortsbezirk  mit Ortsbeirat und Ortsvorsteher nach der Hessischen Gemeindeordnung gebildet.

## Bevölkerung
Einwohnerstruktur 2011
Nach den Erhebungen des Zensus 2011 lebten am Stichtag, dem 9. Mai 2011, in Helmshausen 57 Einwohner. Darunter waren keine Ausländer.
Nach dem Lebensalter waren 12 Einwohner unter 18 Jahren, 24 zwischen 18 und 49, 15 zwischen 50 und 64 und 9 Einwohner waren älter.
Die Einwohner lebten in 24 Haushalten. Davon waren 6 Singlehaushalte, 6 Paare ohne Kinder und 9 Paare mit Kindern, sowie 3 Alleinerziehende und 3 Wohngemeinschaften. In 3 Haushalten lebten ausschließlich Senioren und in 18 Haushaltungen lebten keine Senioren.
Einwohnerentwicklung
- 1585: 14 Haushaltungen[2]
- 1747: 11 Haushaltungen[2]

| Helmshausen: Einwohnerzahlen von 1834 bis 2020 | Helmshausen: Einwohnerzahlen von 1834 bis 2020 | Helmshausen: Einwohnerzahlen von 1834 bis 2020 | Helmshausen: Einwohnerzahlen von 1834 bis 2020 | Helmshausen: Einwohnerzahlen von 1834 bis 2020 |
| --- | ---------------------------------------------- | ---------------------------------------------- | ---------------------------------------------- | ---------------------------------------------- |
| Jahr |                                                |                                                |                                                | Einwohner                                      |
| 1834 | 1834                                           |                                                | 87                                             | 87                                             |
| 1840 | 1840                                           |                                                | 98                                             | 98                                             |
| 1846 | 1846                                           |                                                | 83                                             | 83                                             |
| 1852 | 1852                                           |                                                | 86                                             | 86                                             |
| 1858 | 1858                                           |                                                | 80                                             | 80                                             |
| 1864 | 1864                                           |                                                | 81                                             | 81                                             |
| 1871 | 1871                                           |                                                | 94                                             | 94                                             |
| 1875 | 1875                                           |                                                | 82                                             | 82                                             |
| 1885 | 1885                                           |                                                | 104                                            | 104                                            |
| 1895 | 1895                                           |                                                | 114                                            | 114                                            |
| 1905 | 1905                                           |                                                | 100                                            | 100                                            |
| 1910 | 1910                                           |                                                | 103                                            | 103                                            |
| 1925 | 1925                                           |                                                | 122                                            | 122                                            |
| 1939 | 1939                                           |                                                | 97                                             | 97                                             |
| 1946 | 1946                                           |                                                | 195                                            | 195                                            |
| 1950 | 1950                                           |                                                | 193                                            | 193                                            |
| 1956 | 1956                                           |                                                | 138                                            | 138                                            |
| 1961 | 1961                                           |                                                | 89                                             | 89                                             |
| 1967 | 1967                                           |                                                | 61                                             | 61                                             |
| 1980 | 1980                                           |                                                | ?                                              | ?                                              |
| 1990 | 1990                                           |                                                | ?                                              | ?                                              |
| 2000 | 2000                                           |                                                | ?                                              | ?                                              |
| 2007 | 2007                                           |                                                | 56                                             | 56                                             |
| 2011 | 2011                                           |                                                | 57                                             | 57                                             |
| 2014 | 2014                                           |                                                | 49                                             | 49                                             |
| 2020 | 2020                                           |                                                | 63                                             | 63                                             |
| Datenquelle: Historisches Gemeindeverzeichnis für Hessen: Die Bevölkerung der Gemeinden 1834 bis 1967. Wiesbaden: Hessisches Statistisches Landesamt, 1968. Weitere Quellen: Stadt Felsberg:; Zensus 2011 |                                                |                                                |                                                |                                                |

Historische Religionszugehörigkeit
| • 1885: | 104 evangelische (= 100 %) Einwohner                              |
| • 1961: | 67 evangelische (= 85,39 %), 11 katholische (= 12,36 %) Einwohner |

## Politik
Für Helmshausen besteht ein Ortsbezirk (Gebiete der ehemaligen Gemeinde Helmshausen) mit Ortsbeirat und Ortsvorsteher nach der Hessischen Gemeindeordnung.
Der Ortsbeirat besteht aus drei Mitgliedern. Bei den Kommunalwahlen in Hessen 2021 betrug die Wahlbeteiligung zum Ortsbeirat 78,26 %. Alle Kandidaten gehörten der „Gemeinschaftsliste Helmshausen“ an. Der Ortsbeirat wählte Klaus Otto zum Ortsvorsteher.